# 粟田口良教
粟田口 良教（あわたぐち よしのり）は、鎌倉時代中期の公卿。藤原良教とも。権大納言・藤原基良の子。官位は従一位・大納言、按察使、兵部卿。

## 経歴
以下、『公卿補任』、『尊卑分脈』の記事に従って記述する。
- 安貞2年（1228年）8月21日、叙爵。同年9月6日、侍従に任ぜられ、12月9日には従五位上に昇叙、12月14日には禁色を許された。
- 寛喜3年（1231年）10月20日、正五位上に昇叙。
- 貞永元年（1232年）1月30日、遠江権介を兼ねる。同年12月24日、従四位下に昇叙し侍従は元の如し。
- 天福元年（1233年）12月12日、従四位上に昇叙。
- 嘉禎元年（1235年）10月8日、正四位下に昇叙。
- 嘉禎2年（1236年）6月13日、従三位に叙される。侍従は元の如し。
- 嘉禎3年（1237年）1月29日、右中将に任ぜられる。
- 嘉禎4年（1238年）1月5日、正三位に昇叙。同月22日、駿河権守を兼ねる。
- 仁治2年（1241年）6月7日、参議に任ぜられ、右中将と駿河権守は元の如し。同年10月13日、左衛門督に転じる。
- 仁治3年（1242年）3月7日、権中納言に任ぜられ、左衛門督は元の如し。同年7月に左衛門督を辞したか。
- 寛元元年（1243年）2月2日、帯剣を許される。
- 寛元2年（1244年）6月13日、中納言に転正。
- 建長元年（1249年）1月5日、正二位に昇叙。同年12月24日、権大納言に任ぜられる。
- 建長3年（1251年）1月22日、按察使を兼ねる。
- 正元元年（1259年）、大納言に転正したか。
- 文永7年（1270年）1月21日、息男である三位中将経良を参議に任じるために大納言を辞した。
- 建治元年（1275年）2月21日、母の喪に服す。
- 建治2年（1276年）12月23日、父基良が薨去。
- 弘安3年（1280年）3月28日、兵部卿に任ぜられる。
- 弘安8年（1285年）3月6日、従一位に叙せられ兵部卿を辞した[2]。
- 弘安10年（1287年）7月2日、所労のため出家し、同月4日、薨去。

## 系譜
- 父：藤原基良
- 母：藤原隆雅娘
- 妻：不詳
- 生母不明の子女
  - 男子：藤井嗣房
  - 男子：粟田口長教
  - 男子：粟田口教経
  - 男子：粟田口経良 - 三位中将